# Ruslan Abışov
Ruslan İbrahim oğlu Abışov [ruslan abišov] (* 10. října 1987, Baku, Ázerbájdžánská SSR, SSSR) je ázerbájdžánský fotbalový obránce a reprezentant, od roku 2016 hráč klubu Inter Baku. Hraje na postu stopera (střední obránce), alternativně na pozici defenzivního záložníka.
Za rok 2012 se stal ázerbájdžánským fotbalistou roku.

## Klubová kariéra
- Neftçi Baku (mládež)
- Neftçi Baku 2006–2012 * 116 (8)
- FK Xəzər Lənkəran 2012–2013 * 17 (1)
- FK Rubin Kazaň 2013–2015 * 2 (0)
- →  Qəbələ FK (hostování) 2014 * 14 (0)
- Qəbələ FK 2015–2016 * 34 (1)
- Inter Baku 2016–dnešní doba * 13 (5)

## Reprezentační kariéra
Ruslan Abışov má za sebou starty za mládežnické výběry Ázerbájdžánu v kategoriích U19 a U21.
V A-mužstvu Ázerbájdžánu debutoval 5. 9. 2009 v kvalifikačním zápase v Lankaranu proti reprezentaci Finska (prohra 1:2).